# Huge-LQG

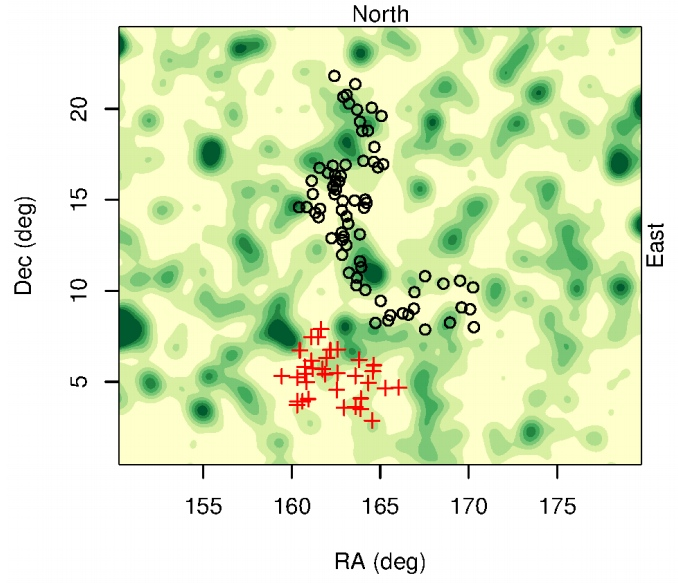
Mapa do Huge-LQG

Huge-LQG (do inglês, large quasar group, grande grupo de quasares), também chamado de U1.27, é um grupo de 73 quasares medindo 4 bilhões de anos-luz de diâmetro, é a segunda maior estrutura conhecida do universo, ficando na frente de outra estrutura conhecida como Grande Muralha Sloan sendo menor que a maior estrutura do universo, a Grande Muralha Hércules Corona Borealis, com 10 bilhões de anos-luz de tamanho.
Essa gigantesca estrutura de 73 quasares foi descoberta por uma equipe liderada pelo Dr. Roger G. Clowes, utilizando dados do Sloan Digital Sky Survey.